# Macrolaelia
Macrolaelia là một chi bướm đêm thuộc họ Erebidae.